# Henry i June
Henry i June (ang. Henry & June) – amerykański dramat biograficzny z 1990 roku w reżyserii Philipa Kaufmana, zrealizowany na podstawie pamiętników Anaïs Nin.

## Fabuła
Paryż, rok 1931. Do miasta przybywa amerykański pisarz Henry Miller z żoną June. Tam poznaje Anaïs Nin. June kursuje między Paryżem a Nowym Jorkiem i próbuje znaleźć jakąś pracę aktorską, podczas gdy Henry pracuje nad swoją pierwszą poważną pracą - pseudo-biografią June. Anaïs z Hugo Guilerem pomagają sfinansować książkę. Między Henrym i Anais dochodzi do zbliżenia. Ich związek ma charakter seksualny.

## Obsada
- Fred Ward – Henry Miller
- Uma Thurman – June Miller
- Maria de Medeiros – Anaïs Nin
- Richard E. Grant – Hugo Guiler
- Kevin Spacey – Richard Osborn
- Jean-Philippe Écoffey – Eduardo Sanche

i inni

## Nagrody i nominacje
Oscary za rok 1990
- Najlepsze zdjęcia – Philippe Rousselot (nominacja)